# Alessandro Motti
Alessandro Motti (ur. 21 lutego 1979 w Correggio) – włoski tenisista.

## Kariera tenisowa
Zawodowym tenisistą Motti jest od 2003 roku.
Startuje głównie w konkurencji gry podwójnej, w której jest finalistą jednego turnieju o randze ATP World Tour.
W rankingu gry pojedynczej Motti najwyżej był na 536. miejscu (12 lipca 2004), a w klasyfikacji gry podwójnej na 91. pozycji (14 września 2009).

### Finały w turniejach ATP World Tour
| Legenda                                      |
| -------------------------------------------- |
| Wielki Szlem                                 |
| Igrzyska olimpijskie                         |
| Tennis Masters Cup / ATP Finals              |
| ATP Masters Series / ATP Tour Masters 1000   |
| ATP International Series Gold / ATP Tour 500 |
| ATP International Series / ATP Tour 250      |

#### Gra podwójna (0–1)
| Końcowy wynik | Nr | Data        | Turniej | Nawierzchnia | Partner     | Przeciwnicy              | Wynik finału |
| ------------- | -- | ----------- | ------- | ------------ | ----------- | ------------------------ | ------------ |
| Finalista     | 1. | 7 maja 2017 | Stambuł | Ceglana      | Tuna Altuna | Roman Jebavý Jiří Veselý | 0:6, 0:6     |